# Mistrovství světa v sudoku 2008
Mistrovství světa v sudoku 2008 se konalo v indickém městě Goa ve dnech 14.–17. dubna. Šlo již o třetí světový šampionát.
Zúčastnilo se na sto hráčů ze tří desítek států. Česko v Indii reprezentovali: Jana Tylová, Jakub Ondroušek, Jan Novotný a Jakub Hrazdira.

## Výsledky

### Individuální soutěž
1. Thomas Snyder
2. Yuhei Kusui
3. Jakub Ondroušek

### Týmová soutěž
1. Česko
2. Japonsko
3. Německo